# Chartuzac
Chartuzac település Franciaországban, Charente-Maritime megyében. Lakosainak száma 164 fő (2022. január 1.). Chartuzac Coux, Rouffignac és Tugéras-Saint-Maurice községekkel határos.

## Népesség
A település népességének változása:
| Lakosok száma | 181  | 199  | 167  | 159  | 159  | 159  | 151  | 160  | 164  | 164  |
|               | 1968 | 1982 | 1990 | 2006 | 2013 | 2015 | 2017 | 2019 | 2020 | 2022 |